# Amphelictus panamensis
Amphelictus panamensis là một loài bọ cánh cứng trong họ Cerambycidae.